# Наумовская (Спасское сельское поселение)
Наумовская — деревня в Тарногском районе Вологодской области.
Входит в состав Спасского сельского поселения, с точки зрения административно-территориального деления — центр Нижнеспасского сельсовета.
Расстояние до районного центра Тарногского Городка по автодороге — 45 км, до центра муниципального образования Никифоровской по прямой — 6 км. Ближайшие населённые пункты — Рыкаловская, Горка, Едовинская, Костаиха, Овсянниковская, Макаровская, Барышевская.
По переписи 2002 года население — 100 человек (43 мужчины, 57 женщин). Преобладающая национальность — русские (96 %).